# Comandante Supremo de las Fuerzas Armadas Suecas
El Comandante Supremo (en sueco: överbefälhavaren; acrónimo: ÖB) es el oficial militar profesional mejor clasificado en las Fuerzas Armadas Suecas, y es, según la terminología de la OTAN, el equivalente de jefe de defensa sueco. El Comandante Supremo es el jefe de la agencia de las Fuerzas Armadas suecas e informa formalmente al Gobierno de Suecia, aunque normalmente a través del Ministro de Defensa. Las principales responsabilidades y deberes del Comandante Supremo (y el estatuto de las Fuerzas Armadas) se prescriben en una ordenanza emitida por el Gobierno.
El Comandante Supremo es, aparte de las filas honorarias en poder del Rey de Suecia y en el pasado otros miembros de la Familia Real Sueca, por convención no escrita, normalmente el único oficial militar profesional en servicio activo para mantener el rango más alto (un cuatro estrellas General o Almirante). Se hizo una excepción 2009-2014 cuando Håkan Syrén fue presidente del Comité Militar de la Unión Europea. 
El actual Comandante Supremo, general Micael Bydén, asumió el cargo el 1 de octubre de 2015.

## Antecedentes históricos
Antes de la era contemporánea, se esperaba que el Rey comandara las fuerzas él mismo; no rara vez en el lugar durante las campañas de guerra como lo muestran Gustavo Adolfo, Carlos X, Carlos XI y Carlos XII. Este siguió siendo el caso formalmente hasta el siglo XX. Desde finales del siglo XIX en adelante, no hubo jefes de servicio del Ejército o la Armada; Todos los comandantes de servicio superiores informaron directamente al Rey en Consejo. Aparte de un solo Ministro de Defensa creado en 1919 mediante la fusión de la posición de ministros de las fuerzas terrestres y navales, no existía una estructura de comando conjunto.
En 1936, un Comandante Supremo estaba destinado a ser designado solo en tiempo de guerra, y el 1 de diciembre de 1939, durante la Segunda Guerra Mundial, se nombró al primer Comandante Supremo, el General Olof Thörnell. En 1942 se decidió mantener esta oficina incluso después del final de la guerra. El Comandante Supremo en tiempo de guerra informaría formalmente al Rey en Consejo hasta la promulgación del nuevo Instrumento de Gobierno en 1974, y después del 1 de enero de 1975 al Gobierno.

## Heráldica
La bandera de comando del Comandante Supremo es dibujada por Brita Grep y bordada a mano por el estudio de Kedja, Heráldica. Blasón: "Fesado en azul y amarillo; en azul tres coronas amarillas abiertas colocaron dos y una, en amarillo dos bastones de mando azules con conjuntos de coronas amarillas abiertas colocadas dos y una en saltire".
El escudo de armas del Comandante Supremo se utilizó de 1991 a 1993. Desde 1993 ha sido utilizado por las Fuerzas Armadas de Suecia y desde 1994 hasta 2001 por la sede de las Fuerzas Armadas suecas. Blasón: "Azure, el escudo de armas menor sueco, tres coronas abiertas o colocadas dos y una. El escudo sobrepasa una espada erecta del último color".

## Lista de Comandantes Supremos

### Línea de tiempo
Cada vez que se nombra un nuevo Comandante Supremo, hay un debate entre los diferentes servicios. Algunos piensan que algún tipo de sistema rotacional sería apropiado. En realidad, la mayoría de los comandantes supremos han venido del Ejército, y solo uno, Håkan Syrén, de la Marina. Como es un General del Cuerpo de Anfibios, hasta el día de hoy no ha habido un solo Almirante para ocupar el cargo.